# N16 (Niger)
Die N16 oder RN16 ist eine hochrangige Straße vom Typ Nationalstraße (französisch route nationale) in der Region Tahoua in Niger.

## Verlauf und Charakteristik
Die N16 ist insgesamt 172,3 Kilometer lang. Sie beginnt in der Stadt Madaoua als Abzweigung von N1. Sie führt weiter durch das Dorf Nakoni und den Gemeindehauptort Azarori. Sie verläuft danach kurvenreich durch das Bergland Ader Doutchi. Dort gibt es folgende Abzweigungen: links die Route 508 nach Taboyé, links die Route 539 nach Guidan Takoussara, rechts die Route 530 nach Karofane und rechts die Route 529 nach Madetta.
Sie erreicht die Stadt Bouza, wo rechts die Landstraße RR5-001 abzweigt, die über Karofane zurück nach Madaoua führt. Nach dem Dorf Djibalé verläuft die Nationalstraße durch das Dorf Laba, wo links die Landstraße RR5-003 nach Badaguichiri und rechts die Route 535 nach Barzanga abzweigen. Nachdem die N16 das Trockental Zourourou gequert hat, zweigt rechts die N32 nach Sabon Kafi ab.
Nach dem Stadtzentrum von Keita und dem Dorf Zangarata folgt der Gemeindehauptort Tamaské mit folgenden Abzweigungen: links die Landstraße RR5-004 nach Rididi, rechts die Route 548 nach Agouloum und rechts die Route 533 nach Gadamata. Im Weiler Makaraba mündet die N16 schließlich in die N25.
Es handelt sich bei der N16 durchgehend um eine moderne Erdstraße.